# Francesc Barado i Font
Francesc Barado i Font (Badajoz, 1853 - Barcelona, 1922) fou un historiador i militar català, membre de la Reial Acadèmia de la Història.

## Biografia
El 1873 es va llicenciar en filosofia i lletres a la Universitat de Barcelona i lluità en la campanya catalana de la tercera guerra carlina, en la qual assolí el grau d'alferes. Va continuar la carrera militar fins al 1913, quan es va retirar amb el grau de comandant.
Va publicar articles d'història militar a La Renaixença i a La Il·lustració Catalana, i va recopilar nombrosa documentació de la història militar espanyola en el seu recull Museo Militar. Historia del Ejército Español, destacable per la precisió tant de les fonts historiogràfiques com en la descripció minuciosa de les armes. El 1905 va ingressar en la Reial Acadèmia de la Història.

## Obres
- César en Cataluña (1881)
- Museo Militar. Historia del Ejército Español (3 vols, 1883-87)
- La Vida militar en España (1887), il·lustrada per Josep Cusachs
- Literatura militar española en el siglo XIX (1889)
- Armas y armaduras (1895)
- Sitio de Amberes en 1584-1585. Con el principio y fin que tuvo la dominación española en los Estados Bajos (1895)
- Don Antonio Franch y Estadella, héroe del Bruch (1901)
- Don Luis de Requesens y la política española en los Países Bajos (1906), discurs de recepció a la RAH